# Генрих V фон Плауэн
Генрих V фон Плауэн (нем. Heinrich V. von Plauen р. вероятно 9 октября 1533 г., Энгельсбург — ум. 24 декабря 1568 г., г. Хоф) — бургграф Мейсена и сеньор Плауэна и Фогтсберга.

## Биография
Генрих V был старшим из двух сыновей бургграфа Генриха IV фон Плауэна от брака с графиней Маргаритой фон Зальм унд Нойбург (1517—1573).
Генрих V ещё не достиг совершеннолетия, когда умер его отец. Когда Генрих V достиг совершеннолетия, он стал править как от своего имени, так и от имени несовершеннолетнего брата Генриха VI (позже правили совместно).
Примерно через месяц после его смерти король Чехии Фердинанд пообещал защитить его и его младшего брата от претензий семейства Рейсс, в судебных процессах с которыми фон Плауэны накопили долгов.
25 августа 1555 года женился на дочери маркграфа Брандербург-Ансбаха Георга Доротее Катарине (1538—1604), четверо родившихся в этом брачном союзе сыновей умерли вскоре после рождения.
Ещё в 1556 году братья фон Плаутэн потеряли франконские амты Хоф и Шауэнштейн, которые их отец завоевал во второй маркграфской войну у маркграфства Бранденбург-Кульмбаха и управлял в качестве имперского секвестра: после смерти Альбрехта Алкивиада и угасания его линии случилось объединение маркграфств Ансбах и Кульмбах с образованием маркграфства Бранденбург-Байройт, и эти титулы получил новый правитель и брат жены Генриха IV Георг Фридрих.
В мае 1559 года владения Плауэна и Фогтсберга, а также должность кравчего были переданы в залог курфюрсту Саксонии Августу. По приговору Вены от 28 сентября 1560 г. братья уступили владение Грайц и половину владений Гера и Шлейц Рейссам. Братьям остались только владения в Богемии и тамошние вотчины Лобенштайн и замок Постерштайн. Но только с императорским подтверждением нового договора и его скреплением 9 мая 1562 г. в Праге спор с Рейссами подошёл к концу. 14 марта 1562 года двум братьям были переданы владения Плауэн, Фойгтсберг, Шлейц и Лобенштайн, а также амты Паузы и Шенека.
Когда в 1563 г. страна была разделена между двумя братьями, Генрих V получил чешские владения, Плауэн и Фойгтсберг, а также амт Шенек. Не имея средств выкупить родовые владения, Плауэнеры лишились их в пользу Саксонии.
В 1564 г. Генрих V уступил богемское правление Эльбогена (Локета) чешской короне, в 1567 г. передал Энгельсбург, Бухау, Граслиц и Теусинг унаследовавшим владения в Гере Лобковицам фон Хассенштайнам.
Полностью обедневшему родственнику брат его жены Доротеи Катарины дал им для проживания дом в Хофе. Он умер там 24 декабря 1568 года и был похоронен в Бергкирхе в Шлайце.
Доротея Катарина получила Теусинг в качестве приданого и умерла там 8 января 1604 г. Через четыре года после её смерти её двоюродный брат и саксонский курфюрст Кристиан II организовал её похороны в церкви святого Иоанна в Плауэне..